# Dieci mondi
I Dieci mondi (o "Dieci regni dell'esistenza"; cinese 十界 shíjiè; giapponese jikkai;  coreano 십계 sipgye;  vietnamita thập giới) è una dottrina buddista mahāyāna cinese, originatasi all'interno della scuola Tiāntái (天台宗). 
Essa sostiene che in ogni essere senziente sono insiti dieci stati che si manifestano in tutti gli aspetti dell'esistenza. 
Ognuno li possiede potenzialmente tutti e dieci, e in ogni momento l'essere vivente può passare da uno all'altro.
Tale dottrina prende spunto dalla dottrina buddista indiana dei "Sei destini" (sanscrito  ṣaḍ-jagati; tibetano  'gro-ba rigs-drug; cinese 六道 liùdào; coreano yukto; giapponese rokudō; vietnamita lục đạo) ovvero le "sei forme dell'esistenza condizionata" o "sei destini del saṃsāra". 
La dottrina dei "Dieci mondi" differisce sostanzialmente da quella dei "Sei destini" non solo per il numero e le classi dei "regni" descritti (dieci e sei) quanto piuttosto nel fatto che la prima considera coesistenti in un medesimo mondo gli altri nove (e quindi presenti nella medesima vita di un individuo), mentre la seconda pur trattando degli esseri che passano da una condizione di esistenza all'altra lo fa sia nel senso degli stati mentali durante una vita, che nel senso della rinascita degli stessi.
La dottrina dei "Dieci mondi", elaborata inizialmente in Cina, si diffuse presso tutti quei paesi buddisti che furono influenzati dal Canone buddista cinese: Giappone, Corea e Vietnam.
Questi mondi possono anche rappresentare la "schematizzazione" degli stati vitali che ognuno di noi sperimenta continuamente.

## I dieci mondi
1. "Inferno" (sanscrito naraka; cinese 地獄 dìyù; giapponese jigoku): sofferenza, disperazione, non libertà, dove la tendenza è quella di far del male sia a sé stessi che agli altri.
2. "Spiriti affamati" (sanscrito preta; cinese 餓鬼 èguǐ; giapponese gaki): la condizione di avidità, di brama insoddisfabile.
3. "Animalità" (sanscrito: tiryagyoni; cinese: 畜生 chùshēng; giapponese: chikushō): è il puro istinto, quello che guida gli animali, senza freni, senza regole se non quelle dettate dalla legge della sopravvivenza.
4. "Asura" (sanscrito; cinese 阿修羅 āxiūluó; giapponese ashura): stato di ira, dove l'istinto animale del mondo precedente è controllato e finalizzato da attività egoistiche privo di interesse nei confronti dell'altro da sé.
5. "Umanità" (sanscrito  manuṣya; cinese 人間 rénjiān; giapponese ningen): è la condizione umana, da dove è possibile realizzare lo stato di bodhisattva, punto di partenza per la ricerca della condizione suprema della "buddhità". È la calma che deriva dalla pace della mente non più in preda delle emozioni dei quattro mondi precedenti. Con la sviluppata capacità di superare gli ostacoli interiori, a dimostrazione dei nostri progressi, compaiono gli ostacoli esteriori come arroganza e potere esercitato sugli altri o come persecuzione subita che induce ad abbandonare il cammino.
6. "Divinità" (sanscrito deva; cinese: 天上  tiānshàng; giapponese tenjō): il benessere, la gioia, la soddisfazione che resta tuttavia transitoria quindi non destinate a durare.
7. "Śrāvaka" (sanscrito; cinese: 聲聞 shēngwèn; giapponese shōmon): è lo stato di coloro che perseguono lo stato di arhat ovvero si limitano alla comprensione della dottrina delle Quattro nobili verità mirando alla liberazione personale nel nirvāṇa.
8. "Pratyekabuddha" (sanscrito; cinese 緣覺 yuánjué, giapp. engaku): è lo stato dei "pratyekabuddha" o dei "buddha solitari" che raggiungono l'illuminazione comprendendo la dottrina della coproduzione condizionata da soli senza l'aiuto di nessun buddha.
9. "Bodhisattva" (sanscrito; cinese 菩薩 púsà, giapp. bosatsu): è colui che entra nel sentiero del mahāyāna offrendo i Voti del Bodhisattva ovvero di raggiungere l'"illuminazione" per la liberazione degli esseri senzienti.
10. "Buddha" (cinese 佛  fó, giapp. butsu): che corrisponde alla realizzazione del nirvāṇa non statico (sans. apratiṣṭhita-nirvāṇa, 無住涅槃 cin. wúzhù nièpán, giapp. mujū nehan) proprio di chi realizza la piena illuminazione (sans. samyak-saṃbodhi, 正等覺 cin. zhèngděngjué, giapp. shōtōkaku).